# واسیل رادوسلاووف
واسیل رادوسلاووف (بلغاری: Васил Христов Радославов؛ ۲۷ ژوئیه ۱۸۵۴ – ۲۱ اکتبر ۱۹۲۹) یک سیاست‌مدار اهل بلغارستان بود.